# Tomás Linn
Tomás Linn (* 16. November 1950 in Montevideo) ist ein uruguayischer Journalist und Dozent.

## Leben
Tomás Linn begann seine journalistische Ausbildung in Buenos Aires am Instituto Grafotécnico der Escuela Superior de Periodismo, das er von 1970 bis 1972 besuchte. Von 1974 bis 1982 arbeitete er zunächst als Chronist und später als leitender Redakteur („Subsecretario de Redacción“) bei der Tageszeitung El Diario. 1982 war er für die Agentur Reuters und zudem von jenem Jahr bis 1987 als verantwortlicher Redakteur bei den Zeitschriften Opción und Aquí tätig. In diesem Zeitraum besuchte er auch Seminare zur beruflichen Spezialisierung an der Universität in Austin, Texas im Jahr 1983 und drei Jahre später in Ost-Berlin. Von 1986 bis 1988 schrieb er für die Zeitschrift Cuadernos de Marcha und von 1987 bis 1988 für Punto y Aparte. 1988 wirkte er kurzzeitig bei der Sendung „En Perspectiva“ des Parlamentsfernsehens (Emisora del Palacio) und dem Mittagsmagazin von Canal 5. 1995 erhielt er ein ein Jahr währendes Stipendium zur beruflichen Weiterbildung in den USA an der Universität in Maryland. Linn, der gelegentlich auch für die kolumbianische Zeitung El Espectador aus Bogotá schreibt, ist seit 1989 politischer Kolumnist der Búsqueda und trat zudem als Buchautor in Erscheinung. So verfasste er 1989 „De buena fuente - Una aproximación al periodismo político“, schrieb 1994 „Los temas sobre la mesa“ und veröffentlichte 2000 „Pasión, rigor y libertad“. 2004 erschien „Los Nabos de Siempre“, vier Jahre später publizierte er „Así concebidas. Nuestras democracias imperfectas“. Linn geht überdies einer Dozententätigkeit im Bereich Journalismus an der Fakultät für Humanwissenschaften der Universidad Católica del Uruguay Dámaso Antonio Larrañaga (UCUDAL) nach. Zudem lehrte er auch an der Universidad de Montevideo.

## Veröffentlichungen
- „De buena fuente - Una aproximación al periodismo político“, 1989
- „Los temas sobre la mesa“, 1994
- „Pasión, rigor y libertad“, 2000
- „Los Nabos de Siempre“, 2004
- „Así concebidas. Nuestras democracias imperfectas“, 2008